# Sinagoga Temple Israel di Minneapolis
La sinagoga Temple Israel di Minneapolis, inaugurata nel 1928 in stile neoclassico, è una sinagoga monumentale di Minneapolis in Minnesota.

## Storia e descrizione
A Minneapolis si erano costituite fin dall'Ottocento diverse congregazione ebraiche. La costruzione della nuova sinagoga fu promossa dalla congregazione riformata Temple Israel, dalla quale l'edificio ha preso il nome.
Il progetto fu affidato all'architetto Jack Liebenberg, il quale ideò una lunga facciata neoclassica ad alte colonne ioniche con cinque portali, simboleggianti i cinque libri della Torah. Le dodici colonne nell'interno ricordano invece le dodici tribù dell'antico Israele. Le foglie di acanto nelle griglie di organi sono un ricordo della sofferenza degli ebrei come schiavi in Egitto. E le finestre a vetrate raffigurano la creazione, i Patriarchi, l'Esodo, il Tempio, i Profeti, e gli ideali post-biblici di un mondo e di una umanità uniti. Il santuario, dotato di una eccellente acustica, ha una capienza di 950 posti a sedere.
La cerimonia di inaugurazione si tenne il 1º settembre 1928. Superato il difficile periodo della Grande depressione e pagati i debiti contratti per la costruzione, la sinagoga è da allora rimasta il centro vitale di una delle più numerose congregazioni ebraiche riformate degli Stati Uniti.
Il 1997 importanti lavori di restauro ed ammodernamento hanno interessato l'edificio, preservandone l'originale strutture ma anche adeguandola ai nuovi bisogni e alle molteplici attività della comunità.